# ジロ・デ・イタリア 1992
ジロ・デ・イタリア 1992はジロ・デ・イタリアの75回目の大会。1992年5月24日から6月14日まで、全21ステージで行われた。

## 概要
前年ツール・ド・フランスに優勝したミゲル・インドゥラインが優勝候補筆頭。これに対し最大のライバルと目された90年の優勝者ジャンニ・ブーニョはツール・ド・フランスに照準を合わせてジロを欠場してしまった。インドゥラインが第2ステージでトップに立ったが、ジロは山岳コースが多いこともあり、シリーズ通じて概ね集団を追走していくという無難な走りに終始。逆に山岳コースで力強い走りを披露し続けたクラウディオ・キアプッチ、フランコ・キオッチョーリが追う展開となった。最終第21ステージを前にして、キアプッチがインドゥラインに1分強以内の差で続く展開となったが、最終ステージはインドゥラインが滅法得意としている個人タイムトライアル。ここでインドゥラインは、当大会唯一の区間優勝を果たし、キアプッチに同ステージだけで3分以上の差をつける圧勝。初のジロ総合優勝を果たした。
その後行われたツール・ド・フランスでも、インドゥラインとキアプッチの一騎討ちの様相となったが、ここもインドゥラインが制し、初のダブルツールを達成した。

## 結果

### 総合成績
|    | 選手名                     | 国籍           | 時間            |
| -- | -------------------------- | -------------- | --------------- |
| 1  | ミゲル・インドゥライン     | スペイン       | 103時間36分08秒 |
| 2  | クラウディオ・キアプッチ   | イタリア       | +5分12秒        |
| 3  | フランコ・キオッチョーリ   | イタリア       | +7分16秒        |
| 4  | マルコ・ジョヴァンネッティ | イタリア       | +8分01秒        |
| 5  | アンドリュー・ハンプステン | アメリカ合衆国 | +9分16秒        |
| 6  | フランコ・ヴォーナ         | イタリア       | +11分12秒       |
| 7  | パヴェル・トンコフ         | ロシア         | +17分15秒       |
| 8  | ルイス・エレラ             | コロンビア     | +17分53秒       |
| 9  | ロベルト・コンティ         | イタリア       | +19分14秒       |
| 10 | ブリュノ・コルニエ         | フランス       | +20分03秒       |

### マリア・ローザ保持者
| 選手名                 | 国籍     | 首位区間       |
| ---------------------- | -------- | -------------- |
| ティエリー・マリー     | フランス | プロローグ-第1 |
| ミゲル・インドゥライン | スペイン | 第2-最終       |

### 各部門賞結果
| 第75回 ジロ・デ・イタリア 1992 |                            |                |                 |
| 全行程                         | 21区間、3843km             | 21区間、3843km | 21区間、3843km  |
| 総合優勝                       | ミゲル・インドゥライン     | スペイン       | 103時間36分08秒 |
| 2位                            | クラウディオ・キアプッチ   | イタリア       | +5分12秒        |
| 3位                            | フランコ・キオッチョーリ   | イタリア       | +7分16秒        |
| ポイント賞                     | マリオ・チポリーニ         | イタリア       | 236ポイント     |
| 2位                            | ミゲル・インドゥライン     | スペイン       | 208ポイント     |
| 3位                            | マキシミリアン・シャンドリ | イタリア       | 171ポイント     |
| 山岳賞                         | クラウディオ・キアプッチ   | イタリア       | 76ポイント      |
| 2位                            | ロベルト・コンティ         | イタリア       | 45ポイント      |
| 3位                            | ミゲル・インドゥライン     | スペイン       | 35ポイント      |